# Lilleborg
Lilleborg es una empresa de artículos de higiene y limpieza en Noruega, propiedad del Grupo Orkla. Se estableció en 1833, y fue una de las primeras empresas para comenzar a fabricar productos de marca. En la actualidad opera tres fábricas y emplea un personal de trabajo total de 595.

## Historia
Originalmente una empresa familiar, establecida en 1833 en las orillas del río Akerselva en Oslo, Se expandió en 1842 a la fabricación de productos de higiene con la apertura del boilery jabón, la fabricación del de jabón suave se llevó a cabo. En 1897, cambió su nombre a Lilleborg. En los últimos años, la empresa ofrecía una amplia gama de aceites esenciales, jabones, hogar y suaves. También fue la mayor empresa de su tipo con más de 100 empleados en rollo.
A finales de los años 1920, había desarrollado una relación cercana con Denofa, una empresa productora basada en Fredrikstad. Esto culminó en 1930 con un acuerdo de cooperación entre Denofa, y la sociedad británica Lever Brothers, que tenía una gran participación en las empresas. 
Como parte de este acuerdo, adquirió la propiedad y la producción de varias marcas bien conocidas de Lever Brothers, siendo Sunshine, el producto de limpieza, por ser el principal centrándose fuertemente en marcas a lo largo de los años 30, la empresa lanzó varias de sus marcas más fuertes, vendiendo de hoy en los años antes de la Segunda Guerra Mundial, incluyendo Lano, Solidox, Blenda y Lux.
La empresa Unilever decidió vender sus acciones en 1958, pero acordó otro acuerdo de cooperación que duraría 20 años. Este acuerdo se reformó posteriormente en dos ocasiones, y sigue vigente, y será hasta 2014. Al año siguiente, Denofa y Lilleborg fusionaron para formar. Se convirtió en un actor importante en el mercado noruego de higiene. En 1973, adquirió Goma Fabrikker y Kristiansund.
En 1996, se dividieron en dos entidades separadas, en las que continuó las actividades de aceite de cocina, mientras que la empresa se convirtió en un fabricante de marca pura. 
Fue reorganizada como una empresa bajo el nombre de Orkla Brands, una división del Grupo Orkla, mientras que Denofa se colocó bajo el nombre de Orkla Chemistry. En 1997, la actividad cesó, mientras que se inauguró una nueva fábrica de detergente de lavandería en Ski.

## Marcas
Lilleborg posee los siguientes productos de marca:

### Higiene personal
- Lano
- Lux
- Dr Greve
- Dove
- Axe
- Rexona
- Define

### Lavandería
- Surf
- Milo
- Comfort

### Hogar
- Zalo
- Sun
- Svint
- Cif
- Klorin
- Krystal